# Hastings (Neuseeland)
Hastings ist eine Stadt im Hastings District der Region Hawke’s Bay auf der Nordinsel von Neuseeland. Sie ist Sitz des Hastings District Councils.

## Namensherkunft
Die Stadt wurde nach dem Briten Warren Hastings benannt, der von 1773 bis 1785 Generalgouverneur in Britisch-Ostindien war.

## Geographie
Hastings befindet sich rund 15 km südwestlich von Napier und knapp 10 km von der Küste der Hawke Bay entfernt. Die Orte Flaxmere, Havelock North und Clive liegen in der unmittelbaren Peripherie der Stadt. Nördlich der Stadt fließt der Ngaruroro River ostwärts und mündet 10 km nordöstlich in den Pazifischen Ozean.

### Klima
Die Gegend in und um Hastings besitzt ein mildes und sonniges Klima mit durchschnittlich über 2200 Sonnenstunden pro Jahr. Der jährliche Niederschlag beträgt nur 800 mm. Hastings gehört zu den wärmsten Städten Neuseelands und hat mit der durchschnittlichen Januar-Temperatur von 26 °C die höchste ganz Neuseelands (zum Vergleich: Alexandra 23,5 °C, Christchurch 22,5 °C). Weil die Stadt nicht so nahe am Wasser liegt wie zum Beispiel Napier, hat auch die kalte Meeresluft keinen großen Einfluss auf die Stadt und die westlichen Teile des Distrikts.

## Geschichte
Ab 1867 verpachteten die Māori etwa 70 km² an den Thomas Tanner, der das Land zusammen mit anderen Leuten, genannt die „12 Apostel“, ab 1870 für 371 £ pro km² an europäische Einwanderer verkaufte.
Gegründet wurde die Stadt in den 1850er Jahren unter dem Namen Hicksville. Der Namensgeber, Francis Hicks, war einer der ersten Siedler der Stadt. Er und seine Nachkommen waren zum Teil maßgeblich am Aufbau der Stadt beteiligt, indem sie Land – nun schon zu einem Preis von 13.800 £/km² – an Siedler verkauften oder Grundstücke für den Bahnhof freigaben. Um dem politischen Trend der damaligen Zeit zu folgen, machte sich die Familie Hicks dafür stark, Hicksville – wie auch Napier (nach Charles James Napier) oder Clive (nach Robert Clive) – nach einem britischen Politiker oder Soldaten, der sich um das koloniale britische Empire bemühte, zu benennen. Schließlich wurde Hicksville nach Warren Hastings in Hastings umbenannt.
1874 wurde die Bahnlinie Napier–Hastings eingeweiht und 1881 eine Brauerei in der Stadt eröffnet, was Hastings zusammen mit der wachsenden Landwirtschaft, besonders dem Weinbau, einen wirtschaftlichen Aufschwung bescherte. 1886 gab es bereits 600 Grundeigentümer.
1918 starben während der Influenza-Pandemie (Spanische Grippe) etwa 300 Menschen, dem Hawke’s-Bay-Erdbeben von 1931 fielen noch einmal 93 Personen zum Opfer. Dabei wurden – wie auch bei den meisten anderen Orten in der Region – fast alle Gebäude der Stadt zerstört.
Der heutige Distrikt entstand erst bei den Verwaltungsreformen im Jahr 1989. Zuvor war Hastings ein eigener Stadt-Distrikt mit einem eigenen City Council.

## Bevölkerung
Zum Zensus des Jahres 2013 zählte Hastings, die ländlich umgebenden Gebiete, Flaxmere und Havelock North nicht mitgerechnet, 29.454 Einwohner, 2,4 % mehr als zur Volkszählung im Jahr 2006.

## Wirtschaft
Durch das überaus warme und relativ trockene Klima und der weitläufigen, ebenen Bodenbeschaffenheit wird vor allem die Landwirtschaft begünstigt. Hier dominieren Obstgärten und Weinbaugebiete. Ein wichtiges Produkt des Distrikts ist auch Honig. In Hastings befindet sich der Neuseeland-Sitz der Firma „Heinz-Watties“, die unter dem Namen „Heinz“ weltweit unter anderem Tomatensaucen und Ketchup verkauft.

## Infrastruktur

### Straßenverkehr
Direkt durch die Stadt führt der New Zealand State Highway 2 von Napier kommend in Richtung Südwesten. Parallel dazu und als Umgehung des Stadtzentrums gedacht, führt der New Zealand State Highway 5A von Napier kommend nördlich an der Stadt vorbei um bei Paki Paki wieder auf den State Highway 2 zu stoßen.

### Schienenverkehr
Der Bahnhof der Stadt liegt an der Bahnstrecke Palmerston North–Gisborne, über die Hastings mit den wirtschaftlichen Zentren des Raums Wellington,  über Palmerston North mit Auckland und in östlicher Richtung mit der Hafenstadt Napier verbunden ist. Seit 2001 findet hier planmäßig aber nur noch Güterverkehr statt.

## Tourismus
Das Stadtzentrum von Hastings ist bei Touristen wegen der im Art-Déco-Stil errichteten Gebäude ähnlich beliebt wie das von Napier. In Hastings befindet sich mit dem „Splash Planet“ der größte Wasser-Vergnügungspark der ganzen Region, der um die Jahrtausendwende das „Fantasyland“ ersetzte.

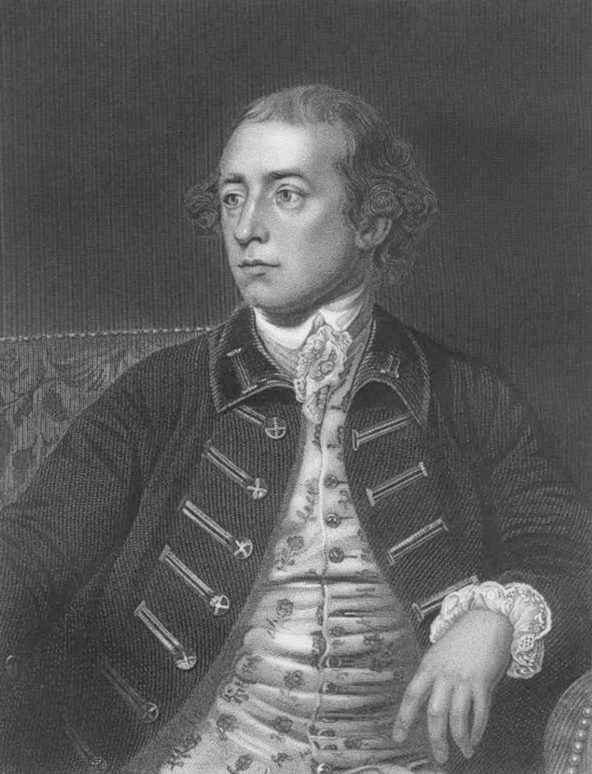
Warren Hastings

## Söhne und Töchter
- Duncan MacIntyre (1915–2001), Offizier der New Zealand Army und Politiker
- Barbara Anderson (1926–2013), Schriftstellerin
- Margaret Stuart (1934–1999), Sprinterin und Hürdenläuferin
- Sue Golder (* 1946), Leichtathletin und Radrennfahrerin
- Sue Haden (* 1946), Leichtathletin und Bahnradfahrerin
- Dan Hennah, Produktionsdesigner beim Film
- Piera Hudson (* 1996), Skirennläuferin
- George Lowe (1924–2013), Bergsteiger, Dokumentarfilmer und Autor
- Paul Martin (* 1967), römisch-katholischer Ordensgeistlicher, Erzbischof von Wellington
- Glen Moss (* 1983), Fußballtorhüter
- Mark Paston (* 1976), Fußballtorhüter
- Caroline Evers-Swindell (* 1978), Ruderin
- Georgina Evers-Swindell (* 1978), Ruderin
- Jeremy Yates (* 1982), Radrennfahrer
- Mitchell McClenaghan (* 1986), Cricketspieler
- Finn Reynolds (* 2000), Tennisspieler
- Liam Lawson (* 2002), Rennfahrer
- Annalies Kalma (* 2003), Sprinterin